# Rana arvalis
La rana arvale (Rana arvalis Nilsson, 1842) è un anfibio appartenente alla famiglia Ranidae, diffuso in Europa.

## Descrizione
La rana arvale è una rana bruna relativamente piccola, con corporatura delicata, zampe corte e muso dal profilo appuntito. Se una zampa posteriore viene estesa in avanti lungo il corpo, il tallone arriva in genere fino all'occhio, ma mai oltre la punta del muso.
Al centro della macchia temporale marrone scura è ben visibile il timpano. La pelle dorsale è liscia, spesso con pliche dorso-laterali biancastre ben contrastanti e visibili. La colorazione delle parti superiori è variabile, solitamente marrone, rossastra, giallastra o grigio-brunastra, spesso con macchie scure, ma si possono anche incontrare animali quasi privi di marcature. I fianchi sono in genere più chiari del dorso, che a sua volta presenta spesso una larga banda mediana chiara, talvolta con bordi scuri e sempre delimitata da una fila di piccole protuberanze. Nel periodo riproduttivo i maschi appaiono «flaccidi» a causa di accumuli linfatici sotto pelle, inoltre per alcuni giorni assumono una vistosa colorazione celeste. Il ventre è biancastro, spesso senza macchie. Le dita delle zampe posteriori sono palmate. Sul tallone è presente un tubercolo metatarsale grande, duro e semisferico (il primo dito è lungo meno di 2,1 volte la lunghezza del tubercolo). I maschi di rana arvale sono provvisti di sacche vocali interne e, nel periodo riproduttivo, di calli nuziali marroni scuri sui pollici.
La lunghezza è di 4–7 cm in entrambi i sessi.

## Biologia

### Comportamento
La rana arvale d'inverno va in letargo. Sugli Urali è attiva tra giugno e settembre, più a sud va in letargo da novembre a febbraio. Può vivere fino a 11 anni.

### Alimentazione
Si nutre prevalentemente di invertebrati terrestri. Non si alimenta durante la deposizione delle uova.

### Riproduzione

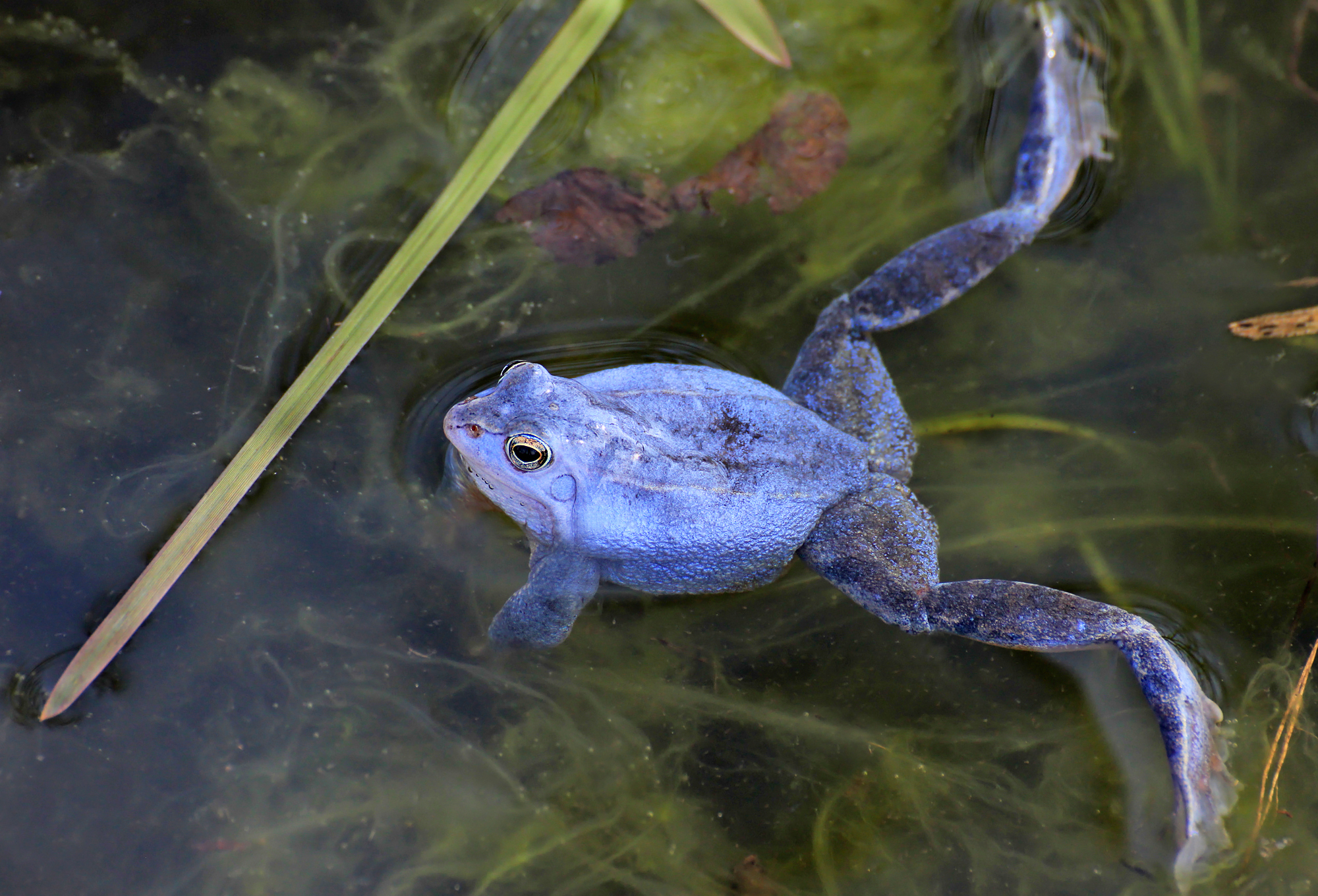
Durante il culmine del periodo riproduttivo, per alcuni giorni i maschi assumono una vistosa colorazione celeste.

Il maschio raggiunge la maturità sessuale a 2-5 anni; le femmine più tardi. Durante la stagione d'accoppiamento le rane arvali si riuniscono in pozze d'acqua poco profonde e i maschi emettono i loro richiami in coro. Le femmine depongono 1000-2000 uova tra marzo ed aprile. Le uova si schiudono dopo 2-3 settimane. La metamorfosi avviene dopo 2-3 mesi dalla schiusa.

## Distribuzione e habitat
La rana arvale è diffusa da Francia nord-orientale, Belgio e Germania attraverso l'Europa del nord e dell'est fino alla Siberia. In Svezia, Finlandia e Russia oltrepassa perfino il Circolo polare artico. Vive soprattutto in pianura, ad altitudini fino a 600 m, ma sui Monti Altaj (Asia centrale) può superare anche i 2000 m. Popola principalmente paludi, margini di torbiere alte, prati umidi, boschi di golena e habitat simili, con falde acquifere profonde. Nella stagione riproduttiva predilige acque con rive ben strutturate e soleggiate, come pianure alluvionali, cave di torba, stagni e fossi. La rana arvale compie solitamente il letargo sulla terraferma, più raramente in acqua.